# Kopanskaja
Kopanskaja (ros. Копанская) – stanica w Rosji, w Kraju Krasnodarskim, w rejonie jejskim. W 2010 liczyła 3965 mieszkańców.